# Дендрология
Дендрология, или Ксилология (от др.-греч. δένδρον «дерево» + λόγος «учение») — раздел ботаники, предметом изучения которого являются древесные растения: помимо деревьев, это также кустарники, полукустарники, кустарнички, древовидные лианы, а также стелющиеся древесные растения (стланики) и подушкообразные растения.
Знания в области дендрологии особенно важны для специалистов по лесному хозяйству, а также по озеленению.
Учёных, изучающих дендрологию, называют дендрологами. Один из наиболее известных российских учёных-дендрологов — Владимир Сукачёв (1880—1967), основоположник биогеоценологии, один из основоположников учения о фитоценозе.